# Хайдель, Кристиан
Кристиан Хайдель (нем. Christian Heidel; 2 июня 1963, Майнц, Германия) — немецкий спортивный директор, бизнесмен. Наиболее известен как спортивный директор клуба «Майнц 05», на должности которого был с 1992 по 2016 год.

## Биография
Отец Кристиана Хайделя — Герберт Хайдель, в прошлом мэр и глава города Майнц. После окончания средней школы закончил банковское образование и в 1984 году занялся семейным бизнесом в Майнце. В 1989 году стал коммерческим директором и партнером автосалона среднего звена в родном городе. Хайдель имеет сына и двух дочерей.
С 1992 по 2016 год Хайдель входил в совет директоров «Майнц 05» в качестве менеджера. Пребывание Кристиана в «Майнце» стало рекордом бундеслиги по длительности пребывания на данной должности. Хайдель считается одним из главных «творцов» спортивных успехов клуба. Именно Хайдель в 2001 году назначил экс-игрока клуба Юргена Клоппа (не имеющего тренерской лицензии) главным тренером команды. Уже в 2004 году «Майнц» впервые вышел в бундеслигу. Спустя четыре года Клопп ушёл в 2008 году в «Боруссию» Дортмунд. Преемник Клоппа — норвежец Йорн Андересен не добился успехов и покинул команду через год. В 2009 году, за пять дней до старта чемпионата Хайдель вновь делает ставку на специалиста из структуры клуба. Ей стал тренер молодёжной команды «Майнца» Томас Тухель. Период под управлением Тухеля стал самым успешным отрезком в истории «Майнца». В 2011 и 2014 годах «Майнц» занимал места 5-е и 7-е места соответственно, позволяющие квалифицироваться в Лигу Европы. Тем не менее, квалифицироваться команде не удалось. После ухода Тухеля в «Боруссию» (как и его предшественник Клопп) Хайдель летом 2014 года подписал контракт с датским тренером Каспером Юльманном, который, однако, был уволен в феврале следующего года. Новым тренером стал швейцарский тренер второй команды клуба Мартин Шмидт.
Хайдель существенно развил систему продвижения и подготовки молодых талантов. «Майнц II» под руководством Хайделя с седьмого раза поднялась в сезоне 2013/14 в Третью Лигу. Юниорская академия «Майнца» была сертифицирована Немецкой футбольной лигой тремя звёздами — самым высоким рангом лиги. В свою очередь юниоры до 19 лет победили в 2009 году под руководством будущего главного тренера Томаса Тухеля, обыграв в финале немецкого чемпионата дортмундскую Боруссию.
Также задачей Хайделя в 2002 году стало расширение «Брухвегштадион», домашнего стадиона Майнца, а также открытия нового «Кофасе Арена», в котором «бойцы» с 2011 года проводят свои домашние игры. Под его руководством «Майнц 05» увеличил годовой оборот с трех миллионов (1992 год) до 78 миллионов евро (2014 год).
Хайдель осуществлял свою управленческую деятельность до сентября 2005 года. После того, как его дилерский центр обанкротился в 2005 году, он стал работа в «Майнце» стала основным видом деятельности. Его трудовой договор был продлен в 2012 году сроком до 2017 года.
В конце сезона 2015/16 он покинул «Майнц» и в сезоне 2016/17 стал спортивным директором «Шальке 04».